# Palmeira de Faro
Palmeira de Faro ist ein Ort und eine ehemalige Gemeinde (Freguesia) im Norden Portugals.
Palmeira de Faro gehört zum Kreis Esposende im Distrikt Braga. Die Gemeinde hatte eine Fläche von 6,8 km² und 2404 Einwohner (Stand 30. Juni 2011).
Am 29. September 2013 wurden die Gemeinden Palmeira de Faro und Curvos zur neuen Gemeinde União das Freguesias de Palmeira de Faro e Curvos zusammengeschlossen. Palmeira de Faro ist Sitz dieser neu gebildeten Gemeinde.